# HLA-B17
HLA-B17 هو نمط مصلي من مستضد الكريات البيضاء البشرية-ب.